# 史密斯米爾 (明尼蘇達州)
史密斯米爾（英語：Smiths Mill）是位於美國明尼蘇達州布盧厄斯縣勒雷鎮區及沃西卡縣簡斯維爾鎮區的一個非建制地區。

## 歷史
史密斯米爾郵局於1876年5月4日設立，其後於1967年停運。此地得名自當地磨坊的擁有者彼得·P·史密斯（Peter P. Smith）。

## 地理
史密斯米爾所處的海拔為高於海平面324米（即1063英呎），而該地所採用的時區為UTC-6，即北美中部時區（CST）。同時該地設有夏令時間，為UTC-6調快一小時，即UTC-5（CDT）。